# HB 3
HB 3, también llamado SNR G132.6+01.5 y HBH 3, es un resto de supernova situado en la constelación de Casiopea. Fue descubierto como radiofuente en un estudio de radiación galáctica a 159 MHz llevado a cabo en 1953.

## Morfología
En banda de radio, HB 3 tiene forma de cáscara, mientras que, contrariamente, en rayos X presenta una morfología llena desde su centro, lo que hace que se le haya catalogado como de morfología mixta. 
La emisión de rayos X se encuentra enteramente dentro de la cáscara de radio.
Por su parte, en el espectro visible HB 3 es relativamente tenue, habiéndose detectado emisión difusa y en forma de filamentos; la emisión más brillante proviene de la parte oeste del remanente. Además, hay una buena correlación entre la emisión de radio y la de luz visible.
HB 3 es uno de los restos de supernova de mayor tamaño que se conocen; su tamaño —calculado a partir de la distancia a la que se encuentra— es de 60 × 80 minutos de arco.
Por otro lado, la mayor parte de los restos de supernova de morfología mixta interaccionan con nubes moleculares o HI, por lo que se observan en ellos máseres de OH. Este es también el caso de HB 3, donde se han detectados máseres de este tipo hacia el complejo de HB 3 con la región de formación estelar W3.

## Posible remanente estelar
El púlsar de radio PSR J0215+6218 se localiza cerca de HB 3. Sin embargo, no se piensa que los dos objetos estén asociados, ya que la edad del púlsar —calculada por la disminución de su velocidad de rotación— es varios órdenes de magnitud mayor que la edad estimada para este resto de supernova.

## Edad y distancia
HB 3 es un resto de supernova antiguo, cuya edad estimada está en el rango de 27 900 - 30 000 años.
Su distancia respecto a la Tierra es de 2100 o 2200 pársecs.